# Keely Hodgkinson
Keely Nicole Hodgkinson ( Atherton, 3 de março de 2002) é uma atleta britânica, meio-fundista campeã olímpica e medalhista mundial dos 800 metros.
Aos 10, Hodgkinson já tinha uma sequência invencível de quatorze eventos consecutivos. Nos Jogos Olímpicos de Verão de 2020, conquistou a medalha de prata na prova de 800 metros rasos feminino com o tempo de 1:55:88.
Em Paris 2024 ela conquistou a medalha de ouro nos 800 m com a marca de 1:56.72.